# Paul Leroy
Paul Leroy, född 13 januari 1884, död 9 april 1949, var en fransk bågskytt. Han deltog vid olympiska sommarspelen 1920.